# Cantelmo
La famiglia Cantelmo è stata una famiglia nobile italiana di origine francese. Acquistò i primi privilegi feudali in Italia nel 1269, quando Giacomo Cantelmo, al seguito di Carlo I d'Angiò nella conquista del Regno di Napoli, ottenne territori in Abruzzo e in Terra di Lavoro. In seguito Carlo II, nel 1284, lo nominò giustiziere dell'Abruzzo Citeriore.

## Storia

### Origini
Una ricostruzione genealogica del XVII secolo vuole che la famiglia si originò da Everardo, il quale fu l'ultimo figlio di Duncano, re di Scozia, dal quale discendono i membri della famiglia degli Stuart. Un ramo della famiglia degli Stuart si sarebbe insediato in Italia prendendo il nome dal suo primo feudo francese, riconosciuto in un atto del re Carlo II d'Inghilterra del 1683 e in un secondo atto del re Carlo II di Spagna del 1688. Dalla famiglia Stuart, stanziatasi in Scozia, la famiglia Cantelmo avrebbe ereditato parte dello stemma (il leone rosso rampante attraversato da un lambello a tre pendenti d'azzurro). Le parentele regali della famiglia sono comunque messe in discussione dalla maggior parte degli storici e si ritiene generalmente che tale genealogia sia un falso. In realtà i Cantelmo erano una famiglia francese, anzi provenzale, il cui cognome originale era "Gantelmi".

#### Giacomo e Rostaino

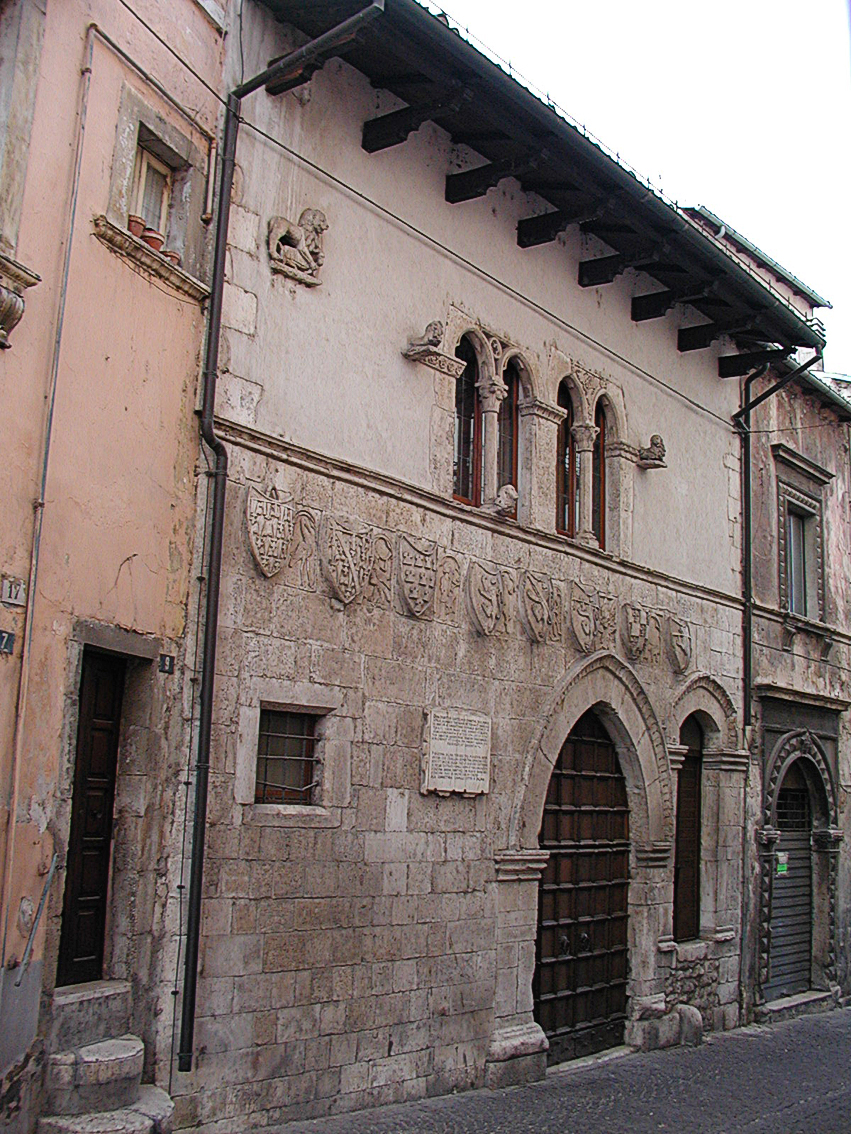
La taverna ducale dei Cantelmo a Popoli Terme

La terra di provenienza è comunque la Francia, stando alle fonti italiane. Giacomo, il capostipite della casata, un condottiero di origine provenzale che si avventurò al seguito di Carlo I d'Angiò nella guerra contro gli Svevi nel Mezzogiorno, ottenne dal re del Regno di Napoli dei feudi in Abruzzo (Popoli) e in Valle di Comino (Alvito), territori che da secoli erano oggetto di rivendicazioni da parte di abbazie feudali come Montecassino e Casauria, ai confini della giurisdizione civile dell'Abruzzo. Giacomo è descritto generalmente come una persona di poca importanza, tirchio e senza grandi ambizioni politiche. Da lui però venne una stirpe che riuscì a portare a termine i piani del primo sovrano angioino napoletano, perché i suoi eredi riuscirono sia a contrastare efficacemente l'espansione territoriale dei cassinesi e dei casaurensi, sia a raggiungere notevoli cariche politiche all'interno del Regno e delle province.
Giacomo morì nel 1310, lo stesso anno in cui morì suo figlio Rostaino. Costui però ebbe maggiore successo del padre, perché dal 1292 fu nominato dal re "capitano di Napoli", titolo che gli garantiva la reggenza dei supremi tribunali del Regno. A lui si deve la costruzione del primo palazzo napoletano della famiglia.

### Gli eredi di Rostaino

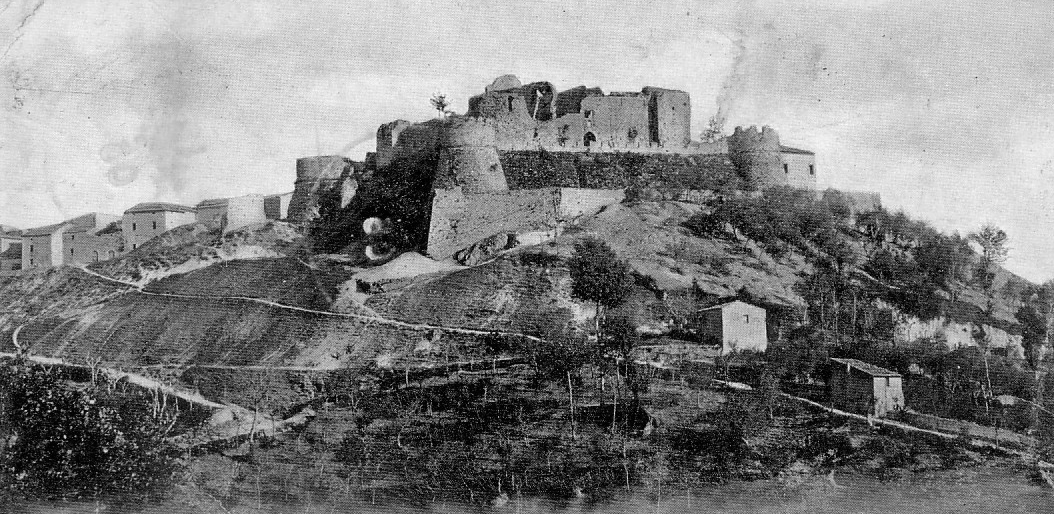
Il castello Cantelmo di Alvito nei primi anni del XX secolo

Nel 1310, quando Rostaino morì, lasciò quattro figli, due maschi e due femmine: Giacomo II, Rostaino II, Giovannella e Cantelma/Guglielma. Essendo proprietario perlopiù di territori che un tempo furono dei d'Aquino, quasi ovunque circondati da proprietà monastiche, diocesane o prossimi allo Stato Pontificio, a Rostaino, per imporre il suo dominio, non restò che portare avanti una politica matrimoniale volta a rafforzare il prestigio e la ricchezza della propria famiglia e ad assicurarsi il sostegno politico degli antichi feudatari filo-svevi, specialmente nella potente famiglia degli Aquinati. Gli intenti dei francesi dovettero esser corrisposti dai nobili campani, visto il prestigio che i Cantelmo godevano presso la corte napoletana e le notevoli cariche burocratiche che rivestivano, così già dal XIV secolo si hanno importanti matrimoni fra le due famiglie, come quello tra Rostaino II e Margherita di Corbano, vedova di Adenolfo d'Aquino, e fra Adenolfo III e Giovannella Cantelmo. Questi matrimoni furono di grande vantaggio per i nobili francesi, che così riuscirono ad espandere i loro possedimenti anche in Terra di Lavoro. L'ultima figlia di Rostaino II, Cantelma/Guglielma, fu data in moglie a Bertrando d'Artus, ma si rese celebre per essere diventata l'amante del re Roberto d'Angiò, la quale ebbe da questa relazione un figlio, Carlo, poi conte di Sant'Agata de' Goti. Fu una generazione felice, della quale emerse uno dei figli di Rostaino II, anch'egli così chiamato, ricordato per aver riedificato il castello di Alvito, distrutto da un terremoto, e che lascerà poi in eredità ad altri Cantelmo, non senza essersi meritato l'acquisto: 
(Antica iscrizione presso il castello di Alvito)
 recita un testo scritto in sua memoria, dove è elogiato per aver difeso nel castello alvitano il Regno di Napoli dall'aggressione ungherese condotta da Luigi I d'Ungheria.

### Rostaino e Giacomo III
Naturalmente l'allargamento delle due famiglie creò anche i primi dissapori da entrambe le parti. Rostaino, uno dei figli di Giacomo II, si diede presto da fare, ereditati i titoli nobiliari dal padre, per imporsi quale erede non solo delle proprietà familiari, ma anche della spregiudicatezza e della coatta voglia di conquista dei suoi avi. Alla fine del XIV secolo condusse una guerra contro i d'Aquino in Valcomino, che possedevano ricchi e produttivi fondi agrari, attaccando i castelli di Campoli, San Donato e Settefrati, allora feudi di Francesco e Berardo d'Aquino; l'esito della guerra fu favorevole per il francese, che appropriatosi delle città cominesi, per anni ne ricavò le rendite, da cui risulta nel 1382 vi avesse già guadagnato oltre mille once d'oro. L'usurpazione non dovette essere un'abile mossa politica: infatti fu motivo di scompiglio in tutta la Terra di Lavoro, dove prevaleva ancora l'autorità degli Aquinati, tant'è che la questione fu portata dalla famiglia campana alle udienze di re Carlo III, che mobilitò ad occuparsene la suprema corte di giustizia napoletana. L'esito fu che Rostaino dovette restituire le terre cominesi conquistate e subire varie confische da parte del sovrano, avvenimenti che lo indussero a rivoltarsi contro questi. In realtà non si sa bene se questo Rostaino fosse un figlio o un nipote di Giacomo II, poiché lungo l'albero genealogico della famiglia vi sono vari Cantelmo che portarono questo nome, ma se le interpretazioni storiografiche finora fornite hanno fatto correttamente luce sulla questione genealogica dei Cantelmo, si può ipotizzare concretamente che questi sia fratello di Giacomo III, celebre da parte sua per esser stato signore di Alvito e costruttore del palazzo ducale di Atina, nonché cameriere di Carlo III, e quindi figli entrambi di un tale Rostaino e nipoti di Giacomo II. Costui pose definitivamente fine ai suoi impeti tra il 1383 e il 1384, anni in cui si fa comprendere la data della sua morte senza eredi diretti.

### Gli eredi di Giacomo III

#### Giuseppe Cantelmo
La famiglia si estinse nella linea maschile nel 1749 con la morte di Giuseppe Cantelmo, principe di Pettorano e duca di Popoli, figlio primogenito di Restaino.
La famiglia Cantelmo continuò nella linea femminile con Ippolita Cantelmo Stuart, zia di Giuseppe, la quale aveva sposato nel 1696 Vincenzo Maria Carafa, 6º principe di Roccella. I discendenti della coppia assunsero il cognome Carafa-Cantelmo Stuart. Un ulteriore ramo si originò invece da una sorella di Giuseppe, Camilla, sposatasi nel 1724 con Leonardo VII di Tocco, 4º principe di Montemiletto. L'erede della coppia, Restaino di Tocco, ottenne la facoltà di aggiungere il cognome materno al proprio per sé e per i propri discendenti.

## Albero genealogico
Di seguito è riportato l'albero genealogico della famiglia Cantelmo dal capostipite Cantelmo (da cui prese il nome), vivente nel 1040, fino al 1630, secondo una ricostruzione del genealogista Carlo De Lellis:
|           |           |          |          |          |         |          |          |            |                       |                       |                               |                               |           |             |             |                        |                        |           |           |         |          |               |               |           |                       |                       |                   |                   |            |                         |                         |           |           |                 |                 |                        |                        |          |      |         |          |          |           |            |            |            |            |           |           |           |                    |          |          |             |             |             |             |                    |                    |
|           |           |          |          |          |         |          |          |            |                       |                       |                               |                               |           |             |             |                        |                        |           |           |         |          |               |               |           |                       |                       |                   |                   |            |                         |                         |           |           |                 |                 |                        |                        |          |      |         |          |          |           |            |            |            |            |           |           |           | Cantelmo           |          |          |             |             |             |             |                    |                    |
|           |           |          |          |          |         |          |          |            |                       |                       |                               |                               |           |             |             |                        |                        |           |           |         |          |               |               |           |                       |                       |                   |                   |            |                         |                         |           |           |                 |                 |                        |                        |          |      |         |          |          |           |            |            |            |            |           |           |           |                    |          |          |             |             |             |             |                    |                    |
|           |           |          |          |          |         |          |          |            |                       |                       |                               |                               |           |             |             |                        |                        |           |           |         |          |               |               |           |                       |                       |                   |                   |            |                         |                         |           |           |                 |                 |                        |                        |          |      |         |          |          |           |            |            |            |            |           |           |           |                    |          |          |             |             |             |             |                    |                    |
|           |           |          |          |          |         |          |          |            |                       |                       |                               |                               |           |             |             |                        |                        |           |           |         |          |               |               |           |                       |                       |                   |                   |            |                         |                         |           |           |                 |                 |                        |                        |          |      |         |          |          |           |            |            |            |            |           |           |           | Cantelmo "Alfonso" |          |          |             |             |             |             |                    |                    |
|           |           |          |          |          |         |          |          |            |                       |                       |                               |                               |           |             |             |                        |                        |           |           |         |          |               |               |           |                       |                       |                   |                   |            |                         |                         |           |           |                 |                 |                        |                        |          |      |         |          |          |           |            |            |            |            |           |           |           |                    |          |          |             |             |             |             |                    |                    |
|           |           |          |          |          |         |          |          |            |                       |                       |                               |                               |           |             |             |                        |                        |           |           |         |          |               |               |           |                       |                       |                   |                   |            |                         |                         |           |           |                 |                 |                        |                        |          |      |         |          |          |           |            |            |            |            |           |           |           |                    |          |          |             |             |             |             |                    |                    |
|           |           |          |          |          |         |          |          |            |                       |                       |                               |                               |           |             |             |                        |                        |           |           |         |          |               |               |           |                       |                       |                   |                   |            |                         |                         |           |           |                 |                 |                        |                        |          |      |         |          |          |           |            |            |            |            |           |           | Rostaino  | Rostaino           | ...      | ...      |             |             |             |             |                    |                    |
|           |           |          |          |          |         |          |          |            |                       |                       |                               |                               |           |             |             |                        |                        |           |           |         |          |               |               |           |                       |                       |                   |                   |            |                         |                         |           |           |                 |                 |                        |                        |          |      |         |          |          |           |            |            |            |            |           |           |           |                    |          |          |             |             |             |             |                    |                    |
|           |           |          |          |          |         |          |          |            |                       |                       |                               |                               |           |             |             |                        |                        |           |           |         |          |               |               |           |                       |                       |                   |                   |            |                         |                         |           |           |                 |                 |                        |                        |          |      |         |          |          |           |            |            |            |            |           |           |           |                    |          |          |             |             |             |             |                    |                    |
|           |           |          |          |          |         |          |          |            |                       |                       |                               |                               |           |             |             |                        |                        |           |           |         |          |               |               |           |                       |                       |                   |                   |            |                         |                         |           |           |                 |                 |                        |                        |          |      |         |          |          |           |            |            |            |            |           | Menappo   | Menappo   | Fanetta            | Fanetta  |          |             |             |             |             |                    |                    |
|           |           |          |          |          |         |          |          |            |                       |                       |                               |                               |           |             |             |                        |                        |           |           |         |          |               |               |           |                       |                       |                   |                   |            |                         |                         |           |           |                 |                 |                        |                        |          |      |         |          |          |           |            |            |            |            |           |           |           |                    |          |          |             |             |             |             |                    |                    |
|           |           |          |          |          |         |          |          |            |                       |                       |                               |                               |           |             |             |                        |                        |           |           |         |          |               |               |           |                       |                       |                   |                   |            |                         |                         |           |           |                 |                 |                        |                        |          |      |         |          |          |           |            |            |            |            |           |           |           |                    |          |          |             |             |             |             |                    |                    |
|           |           |          |          |          |         |          |          |            |                       |                       |                               |                               |           |             |             |                        |                        |           |           |         |          |               |               |           |                       |                       |                   |                   |            |                         |                         |           |           |                 |                 |                        |                        |          |      |         |          |          |           | Bertrando  | Bertrando  |            |            |           |           |           |                    |          |          | Giacomo     | Giacomo     |             |             |                    |                    |
|           |           |          |          |          |         |          |          |            |                       |                       |                               |                               |           |             |             |                        |                        |           |           |         |          |               |               |           |                       |                       |                   |                   |            |                         |                         |           |           |                 |                 |                        |                        |          |      |         |          |          |           |            |            |            |            |           |           |           |                    |          |          |             |             |             |             |                    |                    |
|           |           |          |          |          |         |          |          |            |                       |                       |                               |                               |           |             |             |                        |                        |           |           |         |          |               |               |           |                       |                       |                   |                   |            |                         |                         |           |           |                 |                 |                        |                        |          |      |         |          |          |           |            |            |            |            |           |           |           |                    |          |          |             |             |             |             |                    |                    |
|           |           |          |          |          |         |          |          |            |                       |                       |                               |                               |           |             |             |                        |                        |           |           |         |          |               |               |           |                       |                       |                   |                   |            |                         |                         |           |           |                 |                 |                        |                        |          |      |         |          |          |           | Raimondo   | Raimondo   |            |            |           |           |           |                    | Rostaino | Rostaino | Berlingiero | Berlingiero | Franca      | Franca      |                    |                    |
|           |           |          |          |          |         |          |          |            |                       |                       |                               |                               |           |             |             |                        |                        |           |           |         |          |               |               |           |                       |                       |                   |                   |            |                         |                         |           |           |                 |                 |                        |                        |          |      |         |          |          |           |            |            |            |            |           |           |           |                    |          |          |             |             |             |             |                    |                    |
|           |           |          |          |          |         |          |          |            |                       |                       |                               |                               |           |             |             |                        |                        |           |           |         |          |               |               |           |                       |                       |                   |                   |            |                         |                         |           |           |                 |                 |                        |                        |          |      |         |          |          |           |            |            |            |            |           |           |           |                    |          |          |             |             |             |             |                    |                    |
|           |           |          |          |          |         |          |          |            |                       |                       |                               |                               |           |             |             |                        |                        |           |           |         |          |               |               |           |                       |                       |                   |                   |            |                         |                         |           |           |                 |                 |                        |                        |          |      |         |          |          |           | Folcona    | Folcona    | Giacomo    | Giacomo    |           |           |           |                    |          |          | Rostaino    | Rostaino    | Giovannella | Giovannella | Cantelma/Guglielma | Cantelma/Guglielma |
|           |           |          |          |          |         |          |          |            |                       |                       |                               |                               |           |             |             |                        |                        |           |           |         |          |               |               |           |                       |                       |                   |                   |            |                         |                         |           |           |                 |                 |                        |                        |          |      |         |          |          |           |            |            |            |            |           |           |           |                    |          |          |             |             |             |             |                    |                    |
|           |           |          |          |          |         |          |          |            |                       |                       |                               |                               |           |             |             |                        |                        |           |           |         |          |               |               |           |                       |                       |                   |                   |            |                         |                         |           |           |                 |                 |                        |                        |          |      |         |          |          |           |            |            |            |            |           |           |           |                    |          |          |             |             |             |             |                    |                    |
|           |           |          |          |          |         |          |          |            |                       |                       |                               |                               |           |             |             |                        |                        |           |           |         |          |               |               |           |                       |                       |                   |                   |            |                         |                         |           |           |                 |                 |                        |                        |          |      |         |          | Giovanni | Giovanni  | Rostaino   | Rostaino   | Berengario | Berengario | Guglielma | Guglielma | ?         | ?                  | Rostaino | Rostaino | Agoto       | Agoto       | Giacomo     | Giacomo     |                    |                    |
|           |           |          |          |          |         |          |          |            |                       |                       |                               |                               |           |             |             |                        |                        |           |           |         |          |               |               |           |                       |                       |                   |                   |            |                         |                         |           |           |                 |                 |                        |                        |          |      |         |          |          |           |            |            |            |            |           |           |           |                    |          |          |             |             |             |             |                    |                    |
|           |           |          |          |          |         |          |          |            |                       |                       |                               |                               |           |             |             |                        |                        |           |           |         |          |               |               |           |                       |                       |                   |                   |            |                         |                         |           |           |                 |                 |                        |                        |          |      |         |          |          |           |            |            |            |            |           |           |           |                    |          |          |             |             |             |             |                    |                    |
|           |           |          |          |          |         |          |          |            |                       |                       |                               |                               |           |             |             |                        |                        |           |           |         |          |               |               |           |                       |                       |                   |                   |            |                         |                         |           |           |                 |                 |                        |                        |          |      | Giacomo | Giacomo  | Rostaino | Rostaino  | Ceccarella | Ceccarella | Caterina   | Caterina   | Porzia    | Porzia    |           |                    |          |          |             |             | Antonio     | Antonio     |                    |                    |
|           |           |          |          |          |         |          |          |            |                       |                       |                               |                               |           |             |             |                        |                        |           |           |         |          |               |               |           |                       |                       |                   |                   |            |                         |                         |           |           |                 |                 |                        |                        |          |      |         |          |          |           |            |            |            |            |           |           |           |                    |          |          |             |             |             |             |                    |                    |
|           |           |          |          |          |         |          |          |            |                       |                       |                               |                               |           |             |             |                        |                        |           |           |         |          |               |               |           |                       |                       |                   |                   |            |                         |                         |           |           |                 |                 |                        |                        |          |      |         |          |          |           |            |            |            |            |           |           |           |                    |          |          |             |             |             |             |                    |                    |
|           |           |          |          |          |         |          |          |            |                       |                       |                               |                               |           |             |             |                        |                        |           |           |         |          |               |               |           |                       |                       |                   |                   |            | Rostaino "Rostainuccio" | Rostaino "Rostainuccio" |           |           |                 | Berlingiero     | Berlingiero            | Giacomo                | Giacomo  | Rita | Rita    | Caterina | Caterina | Antonella | Antonella  | Ceccarella | Ceccarella | Giovanna   | Giovanna  | Martuccia | Martuccia | Beatrice           | Beatrice |          |             |             |             |             |                    |                    |
|           |           |          |          |          |         |          |          |            |                       |                       |                               |                               |           |             |             |                        |                        |           |           |         |          |               |               |           |                       |                       |                   |                   |            |                         |                         |           |           |                 |                 |                        |                        |          |      |         |          |          |           |            |            |            |            |           |           |           |                    |          |          |             |             |             |             |                    |                    |
|           |           |          |          |          |         |          |          |            |                       |                       |                               |                               |           |             |             |                        |                        |           |           |         |          |               |               |           |                       |                       |                   |                   |            |                         |                         |           |           |                 |                 |                        |                        |          |      |         |          |          |           |            |            |            |            |           |           |           |                    |          |          |             |             |             |             |                    |                    |
|           |           |          |          |          |         |          |          |            |                       |                       |                               |                               |           |             |             |                        |                        |           |           |         |          |               |               |           |                       |                       |                   | Giacomo           | Giacomo    | Rostaino                | Rostaino                | Antonio   | Antonio   | Giacomo         | Giacomo         | Giovanni (illegittimo) | Giovanni (illegittimo) |          |      |         |          |          |           |            |            |            |            |           |           |           |                    |          |          |             |             |             |             |                    |                    |
|           |           |          |          |          |         |          |          |            |                       |                       |                               |                               |           |             |             |                        |                        |           |           |         |          |               |               |           |                       |                       |                   |                   |            |                         |                         |           |           |                 |                 |                        |                        |          |      |         |          |          |           |            |            |            |            |           |           |           |                    |          |          |             |             |             |             |                    |                    |
|           |           |          |          |          |         |          |          |            |                       |                       |                               |                               |           |             |             |                        |                        |           |           |         |          |               |               |           |                       |                       |                   |                   |            |                         |                         |           |           |                 |                 |                        |                        |          |      |         |          |          |           |            |            |            |            |           |           |           |                    |          |          |             |             |             |             |                    |                    |
|           |           |          |          |          |         |          |          |            |                       |                       |                               |                               |           |             |             |                        |                        |           |           |         |          |               |               | Francesco | Francesco             | Antonio               | Antonio           | Colantonio        | Colantonio | Tommasa                 | Tommasa                 | Francesca | Francesca |                 |                 |                        |                        |          |      |         |          |          |           |            |            |            |            |           |           |           |                    |          |          |             |             |             |             |                    |                    |
|           |           |          |          |          |         |          |          |            |                       |                       |                               |                               |           |             |             |                        |                        |           |           |         |          |               |               |           |                       |                       |                   |                   |            |                         |                         |           |           |                 |                 |                        |                        |          |      |         |          |          |           |            |            |            |            |           |           |           |                    |          |          |             |             |             |             |                    |                    |
|           |           |          |          |          |         |          |          |            |                       |                       |                               |                               |           |             |             |                        |                        |           |           |         |          |               |               |           |                       |                       |                   |                   |            |                         |                         |           |           |                 |                 |                        |                        |          |      |         |          |          |           |            |            |            |            |           |           |           |                    |          |          |             |             |             |             |                    |                    |
|           |           |          |          |          |         |          |          |            |                       |                       |                               |                               |           |             |             |                        | Nicolò                 | Nicolò    |           |         |          |               |               |           |                       |                       |                   |                   |            |                         |                         |           |           | Onofrio Gaspare | Onofrio Gaspare | Isabella               | Isabella               |          |      |         |          |          |           |            |            |            |            |           |           |           |                    |          |          |             |             |             |             |                    |                    |
|           |           |          |          |          |         |          |          |            |                       |                       |                               |                               |           |             |             |                        |                        |           |           |         |          |               |               |           |                       |                       |                   |                   |            |                         |                         |           |           |                 |                 |                        |                        |          |      |         |          |          |           |            |            |            |            |           |           |           |                    |          |          |             |             |             |             |                    |                    |
|           |           |          |          |          |         |          |          |            |                       |                       |                               |                               |           |             |             |                        |                        |           |           |         |          |               |               |           |                       |                       |                   |                   |            |                         |                         |           |           |                 |                 |                        |                        |          |      |         |          |          |           |            |            |            |            |           |           |           |                    |          |          |             |             |             |             |                    |                    |
|           |           |          |          |          |         |          |          |            | Pietro Giovanni Paolo | Pietro Giovanni Paolo |                               |                               |           |             |             |                        |                        |           |           |         | Giovanni | Giovanni      | ?             | ?         | Camilla               | Camilla               |                   |                   |            |                         |                         |           |           | Antonio         | Antonio         |                        |                        |          |      |         |          |          |           |            |            |            |            |           |           |           |                    |          |          |             |             |             |             |                    |                    |
|           |           |          |          |          |         |          |          |            |                       |                       |                               |                               |           |             |             |                        |                        |           |           |         |          |               |               |           |                       |                       |                   |                   |            |                         |                         |           |           |                 |                 |                        |                        |          |      |         |          |          |           |            |            |            |            |           |           |           |                    |          |          |             |             |             |             |                    |                    |
|           |           |          |          |          |         |          |          |            |                       |                       |                               |                               |           |             |             |                        |                        |           |           |         |          |               |               |           |                       |                       |                   |                   |            |                         |                         |           |           |                 |                 |                        |                        |          |      |         |          |          |           |            |            |            |            |           |           |           |                    |          |          |             |             |             |             |                    |                    |
|           |           |          | Alfonso  | Alfonso  |         |          |          | Sigismondo | Sigismondo            | Ferrante              | Ferrante                      | Vittoria                      | Vittoria  | Diana Maria | Diana Maria | Cornelia Camilla       | Cornelia Camilla       | Rostaino  | Rostaino  | Diana   | Diana    | Porzia        | Porzia        | Laura     | Laura                 |                       |                   |                   |            |                         | Onofrio                 | Onofrio   | Cesare    | Cesare          | Camillo         | Camillo                | Giovanna               | Giovanna |      |         |          |          |           |            |            |            |            |           |           |           |                    |          |          |             |             |             |             |                    |                    |
|           |           |          |          |          |         |          |          |            |                       |                       |                               |                               |           |             |             |                        |                        |           |           |         |          |               |               |           |                       |                       |                   |                   |            |                         |                         |           |           |                 |                 |                        |                        |          |      |         |          |          |           |            |            |            |            |           |           |           |                    |          |          |             |             |             |             |                    |                    |
|           |           |          |          |          |         |          |          |            |                       |                       |                               |                               |           |             |             |                        |                        |           |           |         |          |               |               |           |                       |                       |                   |                   |            |                         |                         |           |           |                 |                 |                        |                        |          |      |         |          |          |           |            |            |            |            |           |           |           |                    |          |          |             |             |             |             |                    |                    |
| Francesco | Francesco | Stefania | Stefania | Maria    | Maria   | Giovanna | Giovanna | Ercole     | Ercole                |                       | Giovanni Giuseppe Bonaventura | Giovanni Giuseppe Bonaventura |           | Bartolomeo  | Bartolomeo  |                        | Giacomo                | Giacomo   | Porzia    | Porzia  | Brianna  | Brianna       | Giovanna      | Giovanna  | Brianna Ippolita      | Brianna Ippolita      | Francesco Antonio | Francesco Antonio |            |                         |                         |           |           |                 |                 | Giovanni               | Giovanni               |          |      |         |          |          |           |            |            |            |            |           |           |           |                    |          |          |             |             |             |             |                    |                    |
|           |           |          |          |          |         |          |          |            |                       |                       |                               |                               |           |             |             |                        |                        |           |           |         |          |               |               |           |                       |                       |                   |                   |            |                         |                         |           |           |                 |                 |                        |                        |          |      |         |          |          |           |            |            |            |            |           |           |           |                    |          |          |             |             |             |             |                    |                    |
|           |           |          |          |          |         |          |          |            |                       |                       |                               |                               |           |             |             |                        |                        |           |           |         |          |               |               |           |                       |                       |                   |                   |            |                         |                         |           |           |                 |                 |                        |                        |          |      |         |          |          |           |            |            |            |            |           |           |           |                    |          |          |             |             |             |             |                    |                    |
|           |           |          |          |          |         |          |          | Fabrizio   | Fabrizio              | Francesco             | Francesco                     | Scipione                      | Scipione  | Diana       | Diana       | Berlingiero "Cantelmo" | Berlingiero "Cantelmo" | Maddalena | Maddalena | Ottavio | Ottavio  | Giulio Cesare | Giulio Cesare | Ascanio   | Ascanio               | Marzio                | Marzio            | Onofrio           | Onofrio    | Maria                   | Maria                   | Vittoria  | Vittoria  | Giulia          | Giulia          | Francesco              | Francesco              |          |      |         |          |          |           |            |            |            |            |           |           |           |                    |          |          |             |             |             |             |                    |                    |
|           |           |          |          |          |         |          |          |            |                       |                       |                               |                               |           |             |             |                        |                        |           |           |         |          |               |               |           |                       |                       |                   |                   |            |                         |                         |           |           |                 |                 |                        |                        |          |      |         |          |          |           |            |            |            |            |           |           |           |                    |          |          |             |             |             |             |                    |                    |
|           |           |          |          |          |         |          |          |            |                       |                       |                               |                               |           |             |             |                        |                        |           |           |         |          |               |               |           |                       |                       |                   |                   |            |                         |                         |           |           |                 |                 |                        |                        |          |      |         |          |          |           |            |            |            |            |           |           |           |                    |          |          |             |             |             |             |                    |                    |
|           |           |          |          |          |         |          |          |            |                       | Pompeo (illegittimo)  | Pompeo (illegittimo)          |                               |           |             |             |                        |                        | Fabrizio  | Fabrizio  | Felicia | Felicia  | Caterina      | Caterina      |           |                       |                       |                   |                   |            |                         |                         |           |           |                 |                 |                        |                        |          |      |         |          |          |           |            |            |            |            |           |           |           |                    |          |          |             |             |             |             |                    |                    |
|           |           |          |          |          |         |          |          |            |                       |                       |                               |                               |           |             |             |                        |                        |           |           |         |          |               |               |           |                       |                       |                   |                   |            |                         |                         |           |           |                 |                 |                        |                        |          |      |         |          |          |           |            |            |            |            |           |           |           |                    |          |          |             |             |             |             |                    |                    |
|           |           |          |          |          |         |          |          |            |                       |                       |                               |                               |           |             |             |                        |                        |           |           |         |          |               |               |           |                       |                       |                   |                   |            |                         |                         |           |           |                 |                 |                        |                        |          |      |         |          |          |           |            |            |            |            |           |           |           |                    |          |          |             |             |             |             |                    |                    |
|           |           |          |          |          |         |          |          |            | Giuseppe              | Giuseppe              | Girolama                      | Girolama                      | Maria     | Maria       | Francesco   | Francesco              | Isabella               | Isabella  | Ottavio   | Ottavio | Andrea   | Andrea        | Restaino      | Restaino  | Pietro Giovanni Paolo | Pietro Giovanni Paolo | Giulio Cesare     | Giulio Cesare     |            |                         |                         |           |           |                 |                 |                        |                        |          |      |         |          |          |           |            |            |            |            |           |           |           |                    |          |          |             |             |             |             |                    |                    |
|           |           |          |          |          |         |          |          |            |                       |                       |                               |                               |           |             |             |                        |                        |           |           |         |          |               |               |           |                       |                       |                   |                   |            |                         |                         |           |           |                 |                 |                        |                        |          |      |         |          |          |           |            |            |            |            |           |           |           |                    |          |          |             |             |             |             |                    |                    |
|           |           |          |          |          |         |          |          |            |                       |                       |                               |                               |           |             |             |                        |                        |           |           |         |          |               |               |           |                       |                       |                   |                   |            |                         |                         |           |           |                 |                 |                        |                        |          |      |         |          |          |           |            |            |            |            |           |           |           |                    |          |          |             |             |             |             |                    |                    |
|           |           |          |          |          |         | Fabrizio | Fabrizio | Francesco  | Francesco             | Giovanni              | Giovanni                      | Simplicio                     | Simplicio |             |             |                        |                        |           |           |         |          |               |               |           |                       |                       |                   |                   |            |                         |                         |           |           |                 |                 |                        |                        |          |      |         |          |          |           |            |            |            |            |           |           |           |                    |          |          |             |             |             |             |                    |                    |
|           |           |          |          |          |         |          |          |            |                       |                       |                               |                               |           |             |             |                        |                        |           |           |         |          |               |               |           |                       |                       |                   |                   |            |                         |                         |           |           |                 |                 |                        |                        |          |      |         |          |          |           |            |            |            |            |           |           |           |                    |          |          |             |             |             |             |                    |                    |
|           |           |          |          |          |         |          |          |            |                       |                       |                               |                               |           |             |             |                        |                        |           |           |         |          |               |               |           |                       |                       |                   |                   |            |                         |                         |           |           |                 |                 |                        |                        |          |      |         |          |          |           |            |            |            |            |           |           |           |                    |          |          |             |             |             |             |                    |                    |
|           |           | Giuseppe | Giuseppe | Camilla  | Camilla | Giacomo  | Giacomo  | Andrea     | Andrea                | Restaino              | Restaino                      |                               |           |             |             |                        |                        |           |           |         |          |               |               |           |                       |                       |                   |                   |            |                         |                         |           |           |                 |                 |                        |                        |          |      |         |          |          |           |            |            |            |            |           |           |           |                    |          |          |             |             |             |             |                    |                    |
|           |           |          |          |          |         |          |          |            |                       |                       |                               |                               |           |             |             |                        |                        |           |           |         |          |               |               |           |                       |                       |                   |                   |            |                         |                         |           |           |                 |                 |                        |                        |          |      |         |          |          |           |            |            |            |            |           |           |           |                    |          |          |             |             |             |             |                    |                    |
|           |           |          |          |          |         |          |          |            |                       |                       |                               |                               |           |             |             |                        |                        |           |           |         |          |               |               |           |                       |                       |                   |                   |            |                         |                         |           |           |                 |                 |                        |                        |          |      |         |          |          |           |            |            |            |            |           |           |           |                    |          |          |             |             |             |             |                    |                    |
|           | Beatrice  | Beatrice | Ippolita | Ippolita |         |          | Giuseppe | Giuseppe   | Diana                 | Diana                 | Giacomo                       | Giacomo                       | Camilla   | Camilla     |             |                        |                        |           |           |         |          |               |               |           |                       |                       |                   |                   |            |                         |                         |           |           |                 |                 |                        |                        |          |      |         |          |          |           |            |            |            |            |           |           |           |                    |          |          |             |             |             |             |                    |                    |

## Feudi
I feudi della famiglia Cantelmo furono perlopiù collocati tra l'Abruzzo, il Molise e la parte di Terra di Lavoro che oggi ricade nel Lazio meridionale; si impadronì dei possedimenti dei feudatari filo-svevi dell'Abruzzo: Acciano, Acquaviva, Alfedena, Bomba, Cagnano Amiterno, Campo di Giove, Casalbordino, Forca Palena, Montorio, Navelli, Pacentro, Pentima, Pettorano, Popoli, Prezza, Rivisondoli, Rocchetta e Vittorito. Successivamente al suo insediamento, grazie a dei matrimoni combinati che i membri fecero con i d'Aquino, che fino ad allora erano stati fra i signori più ricchi del Regno di Sicilia, riuscì ad acquisire diritti feudali su Alvito, Arpino ed Atina, durante il XIV secolo, e quindi su Sora. La famiglia Cantelmo è di origine francese e oltralpe ha posseduto i feudi di Le Luc, Lunel e Trilly.

## Membri principali

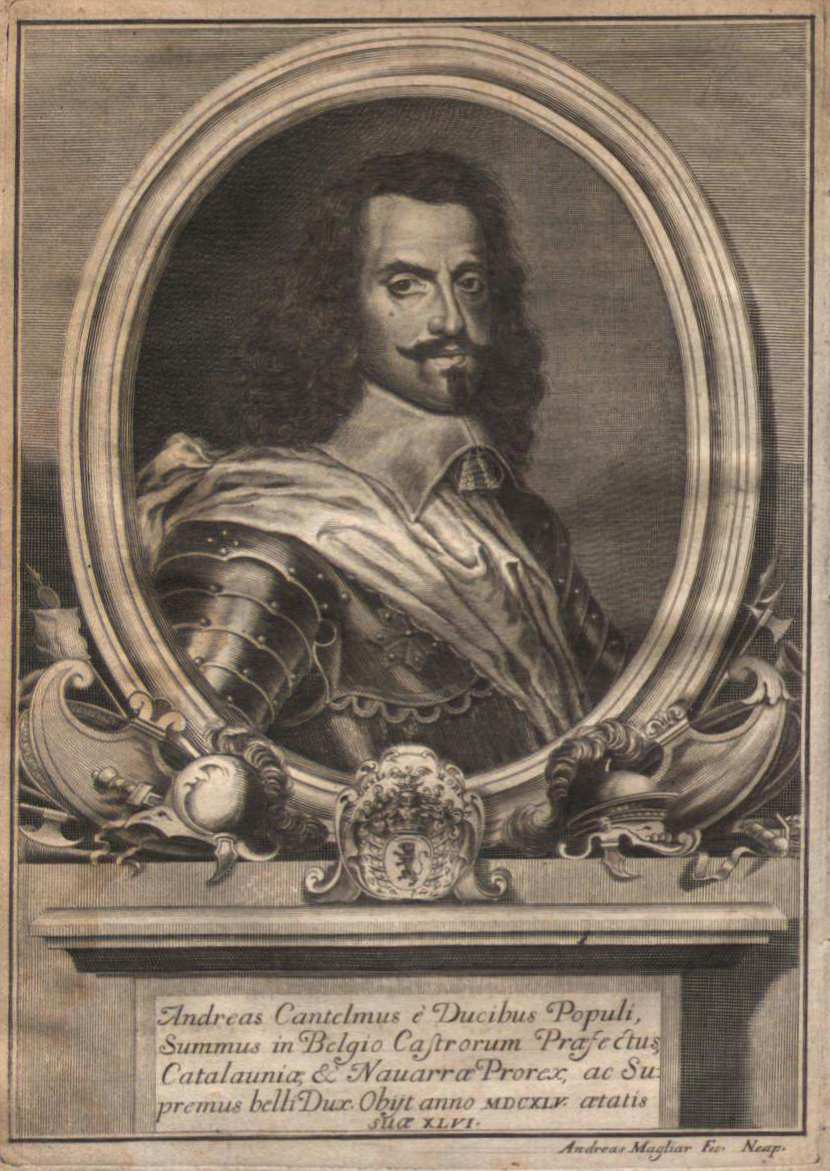
Andrea Cantelmo nel ritratto contenuto nell'opera Vita di Andrea Cantelmo di Leonardo Di Capua, 1693

- Giacomo Cantelmo, giustiziere dell'Abruzzo Citeriore dal 1284;
- Restaino Cantelmo, gran capitano del Regno delle Due Sicilie dal 1301;
- Antonio Cantelmo, condottiero, affiancò Braccio da Montone nella guerra dell'Aquila;
- Andrea Cantelmo, condottiero e General Capitano per sua Maestà Cattolica in Fiandra e in Catalogna;
- Giacomo Cantelmo, cardinale e arcivescovo;
- Giuseppe Cantelmo, principe di Pettorano e duca di Popoli, dalla parte di Carlo V, scacciò i francesi dal Meridione, ultimo membro della famiglia.

## I Cantelmo di Ferrara
Un ramo di Napoli della famiglia si insediò a Ferrara, dove alcuni esponenti, tra cui il militare e ambasciatore Sigismondo Cantelmo (1455-1519), furono, dal XV secolo, al servizio degli Estensi.